# D’elles
D’elles (рус. О них) — франкоязычный студийный альбом канадской певицы Селин Дион, выпущенный 18 мая 2007 года на лейбле Columbia Records. Это её 13-й номерной альбом на французском языке.

## Информация об альбоме
Написание альбома курировал Эрик Бензи. По мнению большинства критиков, певица продемонстрировала прекрасные вокальные данные, а сам альбом получился одним из самых удачных, поскольку Селин пела на родном языке, правда с минимальным квебекским акцентом, а коммерческая составляющая выпуска была не столь существенной, как для её англоязычных альбомов. Тем не менее, альбом пользовалься популярностью в Канаде (особенно в Квебеке), Франции, Бельгии, Швейцарии, Греции, Польше и т. д. Название альбома в переводе означает «О них», но местоимение они во французском выступает в двух формах: elles (девушки и женщины) и ils для смешанных и мужских групп. Поэтому D’elles стал своего рода логическим продолжением темы альбома D’eux («О них — мужчинах»), который певица выпустила в 1995 году. Продажи альбома в мире достигли более 1 миллиона экземпляров, из которых 420 тыс. пришлось на Францию, 330 тыс. на Канаду, 25 тыс. Бельгию и 15 тыс. Швейцарию и около 100 тыс. на США. Малоизвестность альбома в России объясняется тем, что основным «международным» каналом поступления иностранной музыки в страну является американское MTV, где любая неанглоязычная музыка воспринимается с подозрением и, как правило, не приветствуется.
Главным шлягером альбома стала песня «Et s'il n'en restait qu'une (je serais celle-là)», на которыю также было снято видео, главная тема которого представить Селин в образе взрослой, уверенной в себе женщины, сменив таким образом её более хрупкий и романтический образ, навеянный её предыдущими альбомами.

## Список композиций
| №   | Название                                           | Автор(ы)                           | Продюсер(ы)                   | Длительность |
| --- | -------------------------------------------------- | ---------------------------------- | ----------------------------- | ------------ |
| 1.  | «Et s'il n'en restait qu'une (je serais celle-là)» | Франсуаза Дорин, Давид Гатеньо     | Гатеньо                       | 3:32         |
| 2.  | «Immensité»                                        | Нина Бурауи, Жак Венерузо          | Венерузо, Патрик Ампартзумиан | 3:34         |
| 3.  | «À cause»                                          | Франсуаза Дорин, Венерузо          | Венерузо, Тьерри Бланшар      | 3:14         |
| 4.  | «Je cherche l'ombre»                               | Лиз Пайетт, Венерузо               | Венерузо, Ампартзумиан        | 3:12         |
| 5.  | «Les paradis»                                      | Бурауи, Жилдас Арзель              | Эрик Бензи                    | 3:56         |
| 6.  | «La diva»                                          | Дениз Бомбардье, Бензи             | Бензи                         | 4:23         |
| 7.  | «Femme comme chacune»                              | Жоветт Бернье, Бензи               | Бензи                         | 3:39         |
| 8.  | «Si j'étais quelqu'un»                             | Натали Нетшен, Бензи               | Бензи                         | 3:57         |
| 9.  | «Je ne suis pas celle»                             | Кристин Орбан, Гатеньо             | Гатеньо                       | 4:12         |
| 10. | «Le temps qui compte»                              | Мари Лаберже, Венерузо             | Венерузо, Ампартзумиан        | 2:54         |
| 11. | «Lettre de George Sand à Alfred de Musset»         | Жорж Санд, Бензи                   | Бензи                         | 4:31         |
| 12. | «On s'est aimé à cause»                            | Дорин, Марк Дюпре, Жан-Франсуа Брю | Тино Иццо                     | 4:04         |
| 13. | «Berceuse»                                         | Жанетт Бертран, Гатеньо            | Гатеньо                       | 2:39         |

| №  | Название                 | Длительность |
| -- | ------------------------ | ------------ |
| 1. | «Céline parle d'elle(s)» | 23:50        |

## Хронология релиза альбома
| Регион | Дата выпуска     | Лейбл    | Формат          | Каталог     |
| ------ | ---------------- | -------- | --------------- | ----------- |
| Европа | 18 мая, 2007     | Columbia | CD              | 88697047962 |
| Европа | 18 мая, 2007     | Columbia | CD/DVD          | 88697069102 |
| Европа | 18 мая, 2007     | Columbia | CD/DVD/открытки | 88697073002 |
| Канада | 22 мая, 2007     | Columbia | CD              | 88697047962 |
| Канада | 22 мая, 2007     | Columbia | CD/DVD          | 88697069112 |
| Канада | 22 мая, 2007     | Columbia | CD/DVD/открытки | 88697072992 |
| Япония | 27 февраля, 2008 | Sony     | CD              | EICP-952    |